# Rudolf von Schoen-Angerer
Rudolf Angerer gen. von Schön, bis 9. September, gerichtlich bis 14. Oktober 1922: Ephraim Rudolph Robert Angerer (* 3. April 1857 in Danzig; † 12. Januar 1943 in Minden) war ein deutscher Verwaltungsjurist.

## Leben
Rudolf von Schoen-Angerer war ein Sohn des Regierungsrats Karl-Rudolf Angerer aus Danzig. Nach dem Abitur Ostern 1876 am Städtischen Gymnasium in Danzig studierte er an der Ruprecht-Karls-Universität Heidelberg und der Universität Zürich Rechtswissenschaft. Er wurde im Corps Rhenania Heidelberg (1876) und im Corps Tigurinia Zürich (1878) recipiert. Als Inaktiver wechselte er an die Philipps-Universität Marburg. Er bestand das Referendarexamen in Kassel und war Gerichts-, später Regierungsreferendar in Danzig und Marienburg. 1887 wurde er Regierungsassessor in Potsdam. 1893 wurde er auch Regierungsrat in Münster, 1907 Oberregierungsrat und Stellvertreter des Regierungspräsidenten in Breslau, 1916 in Minden und 1920 in Marienwerder. 1922 trat er in den Ruhestand. Rudolf von Schoen-Angerer war Mitglied der Deutschnationalen Volkspartei.
Am 9. September 1922 wurde Rudolf (auch Rudolph) Schön an Kindestatt angenommen, durch Amélie von Schön (* 9. Mai 1851 in Daniellen), sie war eine Tochter der Ida von Seebach und des Bernhard von Schön, dem vormals das Gut in Daniellen gehörte und der direkter Nachfahre des Theodor von Schön war, der wiederum war u. a. Oberpräsident der Provinz Preußen, Burggraf zu Marienburg sowie Staatsminister, preußischer Adelsstand 1840 durch die Verleihung des Schwarzen Adlerordens.
Am 27. September 1893 hatte er in Potsdam als Rudolf Angerer Ella von Diebitsch (* 8. Juni 1867 in Paris; † 2. Mai 1945 in Fischbeck a. d. Weser) geheiratet. Sie war die Tochter der Friedrike Reinhold und des bekannten Architekten Carl von Diebitsch. Ella und Rudolf hatten drei Kinder, den Offizier Helmuth (* 1900 in Münster), den Offizier Joachim (* 1904 in Münster) und die Kunstgewerbeschülerin Irmgard (* 1906 in Münster). Irmgard wurde zuerst Künstlerin und dann von 1961 bis 1989 Äbtissin im Stift Fischbeck.
Die Kinder trugen alle den Namen Angerer, gen. von Schön, gehören aber wie der Vater juristisch nicht dem Adel an. Ihr stetes Anliegen war die Unterstützung der Forschungen um Carl von Diebitsch. Weitere Nachfahren der Familie leben bis heute vor allem in Norddeutschland.

## Genealogie
- Gothaisches Genealogisches Taschenbuch der Adeligen Häuser. Alter Adel und Briefadel. 1931. 23. Jahrgang. Zugleich Adelsmatrikel der im Ehrenschutzbunde des Deutschen Adels vereinigten Verbände. Justus Perthes, Gotha Ende September 1930, S. 597 f.